# Ринкі
Ринкі (пол. Rynki) — село в Польщі, у гміні Сураж Білостоцького повіту Підляського воєводства.
Населення — 93 особи (2011).
У 1975-1998 роках село належало до Білостоцького воєводства.

## Демографія
Демографічна структура станом на 31 березня 2011 року:
|          | Загалом | Допрацездатний вік | Працездатний вік | Постпрацездатний вік |
| -------- | ------- | ------------------ | ---------------- | -------------------- |
| Чоловіки | 48      | 9                  | 29               | 10                   |
| Жінки    | 45      | 7                  | 20               | 18                   |
| Разом    | 93      | 16                 | 49               | 28                   |